# Bastioides coxopunctata
Genre
Espèce
Bastioides coxopunctata, unique représentant du genre Bastioides, est une espèce d'opilions eupnois de la famille des Sclerosomatidae.

## Distribution
Cette espèce est endémique de Bahia au Brésil.

## Description
L'holotype mesure 3,5 mm

## Publication originale
- Mello-Leitão, 1931 : « Quatro novos Opiliões. » Boletim do Museu Nacional, vol. 7, no 2, p. 115–118.